# Thomas Aquino Manyo Maeda
Thomas Aquino Manyo Maeda (Tsuwasaki, 3 de marzo de 1949) es un cardenal y arzobispo católico japonés, Arzobispo metropolitano de Osaka-Takamatsu.

## Biografía
Estudió en Nagasaki. Fue ordenado en 1975 en la Arquidiócesis de Nagasaki. Ocupó los cargos de viceconsejero, párroco y editor del boletín diocesano. Fue secretario general de la conferencia de obispos católicos de Japón desde 2006 hasta su elección como obispo. 

## Episcopado

### Obispo de Hiroshima
El 13 de junio de 2011, el Papa Benedicto XVI lo nombró Obispo de la Diócesis de Hiroshima.
Ha recibido la ordenación episcopal el 23 de septiembre siguiente, en la Catedral de la Asunción de María en Hiroshima. Monseñor Joseph Atsumi Misue, obispo emérito de Hiroshima, actuó como consagrante principal.

### Arzobispo de Osaka
El 20 de agosto de 2014, el Papa Francisco lo nombró Arzobispo metropolitano de la Arquidiócesis de Osaka.
Tomó posesión canónica en la Catedral de la Inmaculada Concepción de la Virgen María en Osaka, el 23 de septiembre de 2014.
El 29 de junio de 2015, en la Solemnidad de los Santísimos Pedro y Pablo, recibió el palio arzobispal de manos del Pontífice en la Basílica de San Pedro, el cual le fue impuesto después en su diócesis.
Es presidente de la Conferencia Episcopal Japonesa desde 2019.

### Arzobispo de Osaka-Takamatsu
El 15 de agosto de 2023, el papa Papa Francisco erigió la Archidiócesis de Osaka-Takamatsu, mediante la incorporación de la Archidiócesis de Osaka y de la Diócesis de Takamatsu, siendo nombrado su primer arzobispo metropolitano.

## Cardenalato
Fue creado cardenal por el papa Papa Francisco en el consistorio celebrado el 28 de junio de 2018, asignándole el Título de Santa Pudenciana.
Tomó posesión de su título cardenalicio el 16 de diciembre.
El 7 de agosto de 2023 fue confirmado como miembro del Dicasterio para la Comunicación, ad aliud quinquennium.